# 동경 12도
동경 12도(東經12度)는 본초 자오선에서 동쪽으로 12도 떨어진 경선이다. 북극점에서 시작하여 북극해, 유럽, 아프리카, 대서양, 남극해, 남극을 거쳐 남극점에 이른다.
동경 12도는 서경 168도와 이어져 지구의 둘레를 이룬다.

북극점에서 남극점까지 동경 12도선은 다음 지역을 지나간다.
| 좌표                                                  | 나라, 지역, 해역 | 주석                                                |
| ----------------------------------------------------- | ---------------- | --------------------------------------------------- |
| 북위 90° 0′ 동경 12° 0′  / 북위 90.000° 동경 12.000°  | 북극해           |                                                     |
| 북위 79° 44′ 동경 12° 0′  / 북위 79.733° 동경 12.000° | 노르웨이         | 스발바르 제도의 스피츠베르겐섬과 프린스카를스폴란섬 |
| 북위 78° 13′ 동경 12° 0′  / 북위 78.217° 동경 12.000° | 대서양           |                                                     |
| 북위 67° 29′ 동경 12° 0′  / 북위 67.483° 동경 12.000° | 노르웨이         | 뢰스트 제도                                         |
| 북위 67° 28′ 동경 12° 0′  / 북위 67.467° 동경 12.000° | 대서양           | 노르웨이해                                          |
| 북위 65° 43′ 동경 12° 0′  / 북위 65.717° 동경 12.000° | 노르웨이         | 베가섬                                              |
| 북위 65° 38′ 동경 12° 0′  / 북위 65.633° 동경 12.000° | 대서양           | 노르웨이해                                          |
| 북위 65° 14′ 동경 12° 0′  / 북위 65.233° 동경 12.000° | 노르웨이         |                                                     |
| 북위 63° 17′ 동경 12° 0′  / 북위 63.283° 동경 12.000° | 스웨덴           | 4km 정도                                            |
| 북위 63° 15′ 동경 12° 0′  / 북위 63.250° 동경 12.000° | 노르웨이         |                                                     |
| 북위 59° 54′ 동경 12° 0′  / 북위 59.900° 동경 12.000° | 스웨덴           | 예테보리를 통과함                                   |
| 북위 57° 21′ 동경 12° 0′  / 북위 57.350° 동경 12.000° | 카테가트 해협    |                                                     |
| 북위 56° 1′ 동경 12° 0′  / 북위 56.017° 동경 12.000°  | 덴마크           | 질란드섬과 팔스테르섬                               |
| 북위 54° 43′ 동경 12° 0′  / 북위 54.717° 동경 12.000° | 발트해           | 메클렌부르크만                                      |
| 북위 54° 10′ 동경 12° 0′  / 북위 54.167° 동경 12.000° | 독일             |                                                     |
| 북위 47° 37′ 동경 12° 0′  / 북위 47.617° 동경 12.000° | 오스트리아       |                                                     |
| 북위 47° 3′ 동경 12° 0′  / 북위 47.050° 동경 12.000°  | 이탈리아         |                                                     |
| 북위 41° 59′ 동경 12° 0′  / 북위 41.983° 동경 12.000° | 지중해           | 이탈리아 마레티모섬의 바로 서쪽을 지나감            |
| 북위 36° 49′ 동경 12° 0′  / 북위 36.817° 동경 12.000° | 이탈리아         | 판텔레리아섬                                        |
| 북위 36° 44′ 동경 12° 0′  / 북위 36.733° 동경 12.000° | 지중해           |                                                     |
| 북위 33° 0′ 동경 12° 0′  / 북위 33.000° 동경 12.000°  | 리비아           |                                                     |
| 북위 23° 31′ 동경 12° 0′  / 북위 23.517° 동경 12.000° | 니제르           |                                                     |
| 북위 13° 10′ 동경 12° 0′  / 북위 13.167° 동경 12.000° | 나이지리아       |                                                     |
| 북위 7° 30′ 동경 12° 0′  / 북위 7.500° 동경 12.000°   | 카메룬           |                                                     |
| 북위 2° 17′ 동경 12° 0′  / 북위 2.283° 동경 12.000°   | 가봉             |                                                     |
| 남위 2° 20′ 동경 12° 0′  / 남위 2.333° 동경 12.000°   | 콩고 공화국      |                                                     |
| 남위 2° 57′ 동경 12° 0′  / 남위 2.950° 동경 12.000°   | 가봉             |                                                     |
| 남위 3° 9′ 동경 12° 0′  / 남위 3.150° 동경 12.000°    | 콩고 공화국      | 9km 정도                                            |
| 남위 3° 14′ 동경 12° 0′  / 남위 3.233° 동경 12.000°   | 가봉             |                                                     |
| 남위 3° 25′ 동경 12° 0′  / 남위 3.417° 동경 12.000°   | 콩고 공화국      |                                                     |
| 남위 5° 1′ 동경 12° 0′  / 남위 5.017° 동경 12.000°    | 대서양           |                                                     |
| 남위 15° 36′ 동경 12° 0′  / 남위 15.600° 동경 12.000° | 앙골라           |                                                     |
| 남위 17° 10′ 동경 12° 0′  / 남위 17.167° 동경 12.000° | 나미비아         |                                                     |
| 남위 18° 22′ 동경 12° 0′  / 남위 18.367° 동경 12.000° | 대서양           |                                                     |
| 남위 60° 0′ 동경 12° 0′  / 남위 60.000° 동경 12.000°  | 남극해           |                                                     |
| 남위 69° 56′ 동경 12° 0′  / 남위 69.933° 동경 12.000° | 남극             | 퀸모드랜드, 노르웨이가 영유권을 주장한다.           |

## 같이 보기
- 동경 11도
- 동경 13도